# خسوس تورتوسا
خسوس تورتوسا (انگلیسی: Jesús Tortosa؛ زادهٔ ۲۱ دسامبر ۱۹۹۷) یک تکواندوکار اهل اسپانیا است.
از افتخارات وی می‌توان به کسب مدال برنز وزن ۵۵ کیلوگرم در بازی‌های المپیک تابستانی جوانان ۲۰۱۴ اشاره کرد.